# 바르샤바 국립미술관

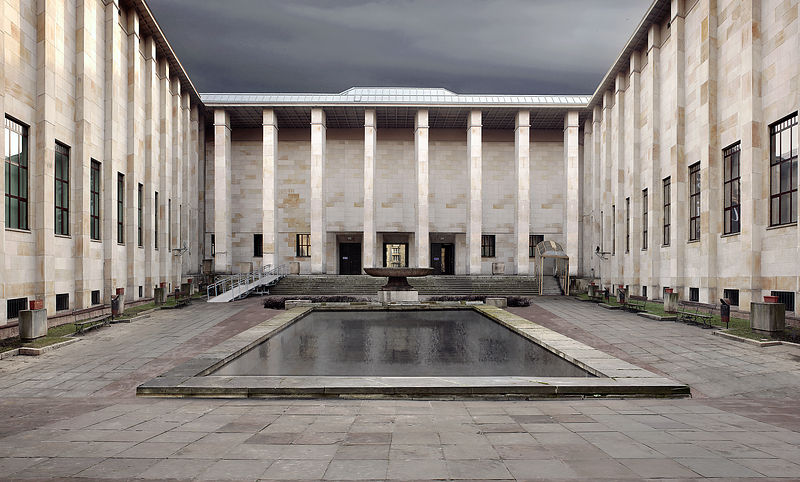
바르샤바 국립미술관

바르샤바 국립미술관(폴란드어: Muzeum Narodowe w Warszawie)은 폴란드의 수도 바르샤바에 있는 미술관이다.